# Dux Germaniae secundae
El dux Germaniae secundae o dux Germania inferior fue un cargo militar usado en el Imperio romano de Occidente en los siglos IV y V. Designaba a la persona que comandaba las fuerzas limitanei situadas en la provincia de Germania secunda (anteriormente denominada Germania inferior), en el bajo Rhin.

## Descripción y funciones
El cargo se creó en el siglo IV como parte de la reorganización estratégica del ejército emprendida por Constantino I mediante la que se dividió el ejército en dos grandes bloques: una parte estacionada de manera permanente en las fronteras cuyas unidades —limitanei— eran comandadas por duces y otra de carácter móvil —comitatenses— que apoyaba a los primeros en caso de invasión o se enfrentaba a los invasores si estos conseguían rebasar las fronteras y penetrar en el imperio.
La Notitia dignitatum menciona a un «dux Germania I» quien, por su denominación debería haber estado al cargo de los limitanei en la provincia homónima: Germania prima, sin embargo, las tropas de la misma ya aparecen al mando del dux Mogontiacensis y el comes tractus Argentoratensis mientras que no se indica ningún cargo que estuviese al mando de las tropas estacionadas en Germania secunda. Esto ha hecho que se acepte que, bien, en el copiado de la obra se perdiese la segunda «I» en la denominación «dux Germania II» o bien que esta «I» fuese la abreviatura de «inferior» que era como se denominaba la provincia de Germania secunda antes de las reformas administrativas de Diocleciano.

Distribución del ejército romano en la Galia a final del siglo IV / inicios del V.

El área fronteriza al cargo del dux Gemaniae secundae era el río Rin en un tramo que iría —de norte a sur— desde su desembocadura en el mar hasta el punto en que se le unía su afluente el río Ahr, junto a Remagen, a partir de donde comenzaba el tramo bajo la responsabilidad del dux Mogontiacensis.
Durante buena parte del siglo IV rechazaron, con éxito, las incursiones de saqueo de los francos hasta que el Imperio llegó a un acuerdo de alianza con ellos durante el gobierno de Valentiniano I. No pudieron hacer nada contra la gran invasión protagonizada por alanos, vándalos y suevos el día de fin de año de 406. Las fuerzas al mando del dux se unieron —junto al resto de tropas estacionadas en la Galia— al usurpador Constantino de Britania cuando este desembarcó en el continente durante los primeros meses del año 407 y participaron en la derrota que se infringió a los invasores en la batalla de Germania prima. 
Cuando Flavio Constancio consiguió estabilizar el imperio en 418, el ejército de campo había perdido casi la mitad de sus efectivos lo que se intentó solucionar traspasando tropas limitanei de las fronteras al ejército de campo como pseudocomitatenses. De esta manera la defensa del Rin se confió cada vez más a los aliados francos.

## Tropas a su mando
No hay información en la Notitia dignitatum sobre las tropas que comandaba el dux Germaniae secundae pero los estudios arqueológicos permiten determinar donde se encontraban estacionadas. Se estima que contaba con unidades acuarteladas en:
- Grinnes (Rossum)
- Noviomagus (Nimega)
- Ceuclum (Cuijk)
- Quadriburgium (Qualburg)
- Burginatium (Altkalkar)
- Vetera (Xanten); Asciburgium (Moers)
- Gelduba Krefeld; Novaesium (Neuss);
- Divitia (Colonia-Deutz)
- Colonia Agrippina (Colonia)
- Bonna (Bonn)
- Riomagus (Remagen)
- Juliacum (Julich) para vigilar la calzada entre Colonia y Bagacum (Bavay).[2]